# Współczynnik balistyczny
Współczynnik balistyczny – wielkość charakteryzująca zdolność pocisku do przeciwstawienia się oporom aerodynamicznym na torze lotu.
Przy większej wartości współczynnika pocisk wolniej traci prędkość podczas lotu. Wartość współczynnika balistycznego pocisku jest proporcjonalna do masy pocisku, a odwrotnie proporcjonalna do wartości współczynnika kształtu pocisku i kwadratu kalibru. W pociskach podobnych geometrycznie wykonanych z materiału o tej samej gęstości masa jest proporcjonalna do sześcianu kalibru, zatem współczynnik rośnie ze wzrostem kalibru. 
Współczynnik balistyczny jest jedną z trzech podstawowych wielkości, obok kąta rzutu i prędkości początkowej, służących do obliczania toru pocisku.